# Sagrestia Vecchia (Firenze)

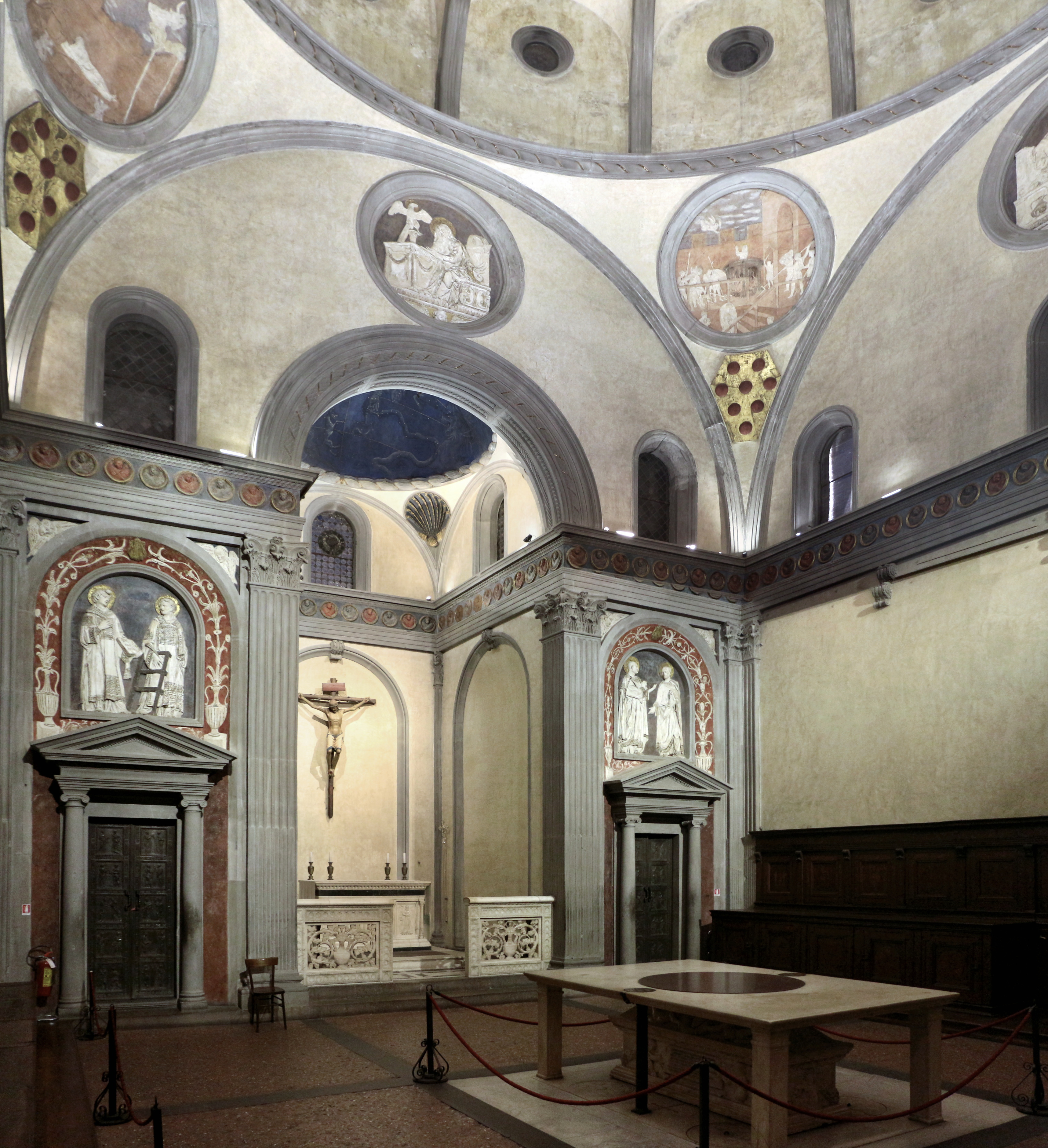
A San Lorenzo déli sekrestyéjének, a Sagrestia Vecchia kápolnának a belseje.

A Sagrestia Vecchia, vagy magyarul Régi sekrestye az egyik fontos reneszánsz építészettörténeti emlék Firenzében, a San Lorenzo-bazilikában.

## Története
Építése 1421-ben kezdődött és 1440-ig tartott. Tervezője és építője Filippo Brunelleschi. A nagy reneszánsz építész egy nagyobb építészeti munka keretében alkotta meg a központos, kupolás teret. Egy sajátos és építészeti szempontból szintén egyedülálló épületegyüttes részlete, a San Lorenzo-bazilikáé. A bazilika építésére is Brunelleschi kapott megbízást, de a templom a mester haláláig még nem készült el. Majd csak 1459-ben nyitották össze a szép kápolnát a San Lorenzo templommal.

## Építészeti leírása
A kápolna alaprajza szabályos négyzet egy kisebb benyíló négyzet alapú térrel, ahol az oltár is található. A scarsella-nak is nevezett oltártér íves nyílással kapcsolódik össze a centrális központi térrel. A négyzet alapú, kocka térfogatú belső kápolnatér falait pilaszterek és félkörívek díszítik. Brunelleschi munkásságának újszerűsége abban is áll, ahogyan a funkció nélküli faloszlopokat a belső tér díszítésére fölhasználja. A korinthoszi oszlopfőkkel díszített féloszlopok párkányzatot tartanak. A párkányzattal már a felső tér kezdődik, melyet a 12 bordával ellátott szép félgömb-kupola zár le. Brunelleschi a szürke színt az oszlopok és a bordázat, valamint a fal síkjából kiemelkedő építészeti elemek hangsúlyozására használja föl.
A kapuk, a tondók és a párkányzat domborművei Donatello alkotásai. A Régi sekrestye a Medici-család több tagjának nyughelye.